# Sonia Rykiel
Sonia Rykiel (født 25. maj 1930 i Paris, Frankrig, død 25. august 2016) var en fransk modedesigner.
Rykiel, der havde polsk jødisk baggrund, blev som 17-årig ansat til at lave udstillinger i en parisisk tekstilforretning. Hun blev gift med ejeren af butikken, som solgte elegant tøj. I 1962 da hun var gravid, kunne hun ikke finde en blød sweater, så hun brugte en af sin mands leverandører fra Venedig til at designe en til hende. Sonia Rykiel lavede sin første graviditetskjole og små sweatre. Sweateren var hendes symbol, og hun blev senere kronet som "Dronningen af Strik" af amerikanere i 1967.
Hun startede sit eget mærke i sin mands butik, under mærkenavnet "Laura".
Rykiel var forfatter til flere bøger; en om mode fra A til Z, og en samling børnehistorier.
I december 2009 lavede Sonia Rykiel en undertøjskollektion for H&M, "Sonia Rykiel pour H&M", det er den første af to store samarbejder med H&M. Den anden del kom i februar 2010.